# Fredriksten
Fredriksten er en fæstning i Halden (byen hed Fredrikshald fra 1665 til 1928). Forsvarsværkerne hvor fæstningen ligger i dag blev bygget i årene 1640-45 i forbindelse med Torstenssonfejden. Selve Fredriksten fæstning blev påbegyndt i 1661 og er opkaldt efter den dansk-norske konge Frederik 3. (1609-1670). Fæstningsanlægget, som det fremstår i dag, er hovedsagelig et resultat af en udbygning i 1660'erne og 1670'erne, som følge af, at Frederikshald blev grænseby, da det tidligere norske område Bohuslen blev svensk territorium i 1658. Tabet af Bohus fæstning til Sverige og de tre svenske angreb på Halden i 1658, -59 og -60 fik Frederik 3. til at indse nødvendigheden af en ny og forstærket fæstning. Fæstningen blev belejret hele seks gange, men aldrig indtaget. Karl 12. faldt ved fæstningen den 11. december 1718 under den svenske belejring.
Efter Karlstad-konventionen i 1905 blev fæstningen nedlagt som krigsfæstning. Indtil for nylig holdt Forsvarets forvaltningsskole til på fæstningen. I dag er den åben for alle, og en række museer findes i indre fæstning, mens området bagved benyttes til koncerter og andre kulturarrangementer. I 2005 blev fæstningen brugt som kulisse til operaen Aurora i forbindelse med fejringen af unionsopløsningen. Der arbejdes nu for at etablere en årlig opera/musikteaterfestival på området.

## Historie

### 1600-tallet
Under Torstenssonfejden 1643–45 var Fredrikshald base for Hannibal Sehesteds felttog i Bohuslen og Dalsland. I den forbindelse blev der opført skanser på højdedragene øst for byen. Et blokhus rejst i 1645 af oberstløjtnant Bendik Creetz lå, hvor klokketårnet på Fredriksten står i dag, og blev kaldt Creetzensten efter bygherren. Det udgjorde fæstningens midtpunkt under kampene 1658–60; men da fæstningen Fredriksten blev grundlagt i 1661, forsvandt det oprindelige navn Creetzensten. Krigen endte med freden i Brömsebro, hvor Jemtland og Herjedalen måtte afstås til Sverige.
I 1657 erklærede Danmark krig mod Sverige, hovedårsagen var ønsket om at genvinde de tabte landsdele, men krigen endte året efter med freden i Roskilde, hvor også Bohuslen og Trondhjems len blev tabt til Sverige. Med et blev Fredrikshald grænseby mod Sverige, og Creetzensteen skanse blev oprustet.
Freden blev ikke langvarig. Få måneder efter fredsslutningen udbrød der på ny krig, og tre gange blev byen med skansen angrebet af svenske styrker, men de blev slået tilbage. Ved freden i København i 1660 kom Trondhjems len tilbage til Norge, men Bohuslen var tabt for stedse. Efter fredsslutningen blev det besluttet at befæste både Fredrikshald og Fredrikstad. Claus von Ahlefeldt og Willem Coucheron udarbejdede planer for fæstningsværker, og arbejdet blev påbegyndt i 1661 under ledelse af lensherre Tønne Huitfeldt. Efter ti år stod anlægget færdigt som et sluttet femkantet anlæg, som fik navnet Fredriksten efter kongelig beslutning. I 1682 gav statholder Ulrik Frederik Gyldenløve ordre om at udbygge fæstningen, hvilket skulle vare frem til 1700. I denne periode fik Fredriksten i grove træk sit nuværende udseende.

### 1700-1814
Op mod 1700 voksede spændingerne i Norden. I 1681 blev Gustav Wilhelm von Wedel – stamfaderen til Wedel-Jarlsbergslægten – udnævnt til kommanderende general i Norge. Wedel var en forsigtig taktiker og foretrak konsolidering frem for aggressiv politik. Han fik overladt ansvaret for udbygningen af Fredriksten, og fik de gamle palisadeværker erstattet med konstruktioner i jord og sten.
I 1709 gik Frederik 4. til angreb på Skåne, og den store nordiske krig var et faktum. Fredriksten blev mobiliseret, men foreløbig var situationen rolig på den norske side. Dette ændrede sig brat fra 1715, da Karl 12. vendte hjem efter de katastrofale nederlag i Rusland. Under den svenske invasion i 1716 blev Fredriksten belejret en kort tid; men da borgerne nedbrændte Fredrikshald by, hævede svenskerne belejringen. I 1718 var Karl 12. tilbage med en overvældende styrke. Gyldenløve fort blev skudt sønder og måtte overgives, men selve fæstningen holdt stand. Under belejringen, den 11. december 1718, blev Karl 12. dræbt, og belejringen nærmest øjeblikkeligt ophævet.
Under "tyttebærkrigen" i 1788 tjente Fredriksten som base for operationerne i Bohuslen, men kom ikke i direkte kamp.
I krigen i 1808 var det ingen direkte konfrontation med fjenden, men garnisonen på Fredriksten bidrog væsentligt under kampene i Enningdal. Under krigen i 1814 gik det svenske hovedangreb direkte mod Fredriksten og omringede den, inden hovedstyrken fortsatte videre nordpå. Fæstningen, under kommando af J.A.C. Ohme, forblev belejret frem til våbenstilstanden, men ikke erobret. Alligevel tillod svenskerne sig at tage fanerne som krigsbytte.

### Mod unionsoppløsningen
I 1872 blev Fredriksten nedlagt ved kongelig resolution. I 1888 vedtog Stortinget at beholde fæstningen som nationalt historisk mindesmærke, men fra 1897 blev der igangsat flere bygningsmæssige forbedringer. I tiden før unionsopløsningen blev fæstningen moderniseret med fire moderne 12 cm Schneider-Canet tårnkanoner på Overberget fort, Gyldenløve fort og på nordsiden af den gamle hovedfæstning; desuden på Veden i Tistedal. Hjelmkollen fort ved Svinesund blev bygget som en fremskudt befæstning. Fredriksten ligger så nær grænsen, at den kan tages under ild fra svensk side. Fra foråret 1905 fik Fredriksten derfor som den første en ballon captif, dvs. en platform, som bæres oppe af en ballon forankret i bakken, hvorved opnås en bedre observationsplatform for egen beskydning.
Efter Karlstad-konventionen i 1905 blev fæstningen liggende inden for den demilitariserede zone, og alt moderne udstyr måtte fjernes. Fredriksten blev igen nedlagt som krigsfæstning. Tårnkanonerne blev sat op igen på Høytorp og Trøgstad fort, men fjernet igen af tyskerne og flyttet til Vestlandet. En af disse kanoner blev hentet fra Skudeneshavn og monteret op igen på Fredriksten i slutningen af 1980'erne.
Under krigen var fæstningen blandt andet base for Hirden. Efter 1945 var den militært område og sæde for Forsvarets forvaltningsskole. Efter 2005 er al militær virksomhed på Fredriksten nedlagt.